# 不平衡油醋系統
在密码学中，非平衡油醋架構（Unbalanced oil and vinegar scheme，UOV）是法國數學家雅克·帕塔林（J.Patarin）修改油醋架構（oil and vinegar scheme）後的新数字签名协议，屬於一種多变數密码学（multivariate cryptography）。
该签名方案的安全性基于NP數學難題。创建和验证签名時，必须解最小具有n变量的m個二次方程組。虽然如果m比n大得多或小得多，问题就很容易解决 ，但当m和n几乎相等时，在多數情况下，即使使用量子電腦，这个问题會變得非常困难。
UOV 的一个显著缺点是密钥可能非常大。通常，变量的数量n被設定为方程的数量m的两倍，对密钥中所有方程的系数进行编码需要相当大的記憶體空間。具體而言，对于提供与数字签名算法或椭圆曲线数字签名算法相当的安全性的系统来说，至少需要200千位元組。

## 缺陷与优势
不平衡油醋系統最主要的優點是，该算法中要解决的数学问题是量子抗性（quantum-resistant）的。当构建出可以使用秀爾演算法分解大合数的量子電腦时，RSA等依赖于傳統電腦幾乎不可解的离散对数问题的常見签名方案將被破解，而UOV可能仍然安全，因为目前还没有任何已知的演算法能让量子電腦快速解多元方程组。
第二个优点是方程中使用的运算相对简单。仅通过“小”值的加法和乘法来创建和验证签名，这使得该签名适用于智慧卡中的低资源硬體。
最重大的缺点是UOV使用的密钥长度非常长，公钥涉及整个系统{\displaystyle m}方程，可能需要數百千位元。
並且，UOV的安全性需要进一步调查。虽然人们已经知道了几种攻击方法，但如果UOV若投入商用，可能又會再出現更多意想不到的攻擊方法。
Rainbow 密码系统基于UOV，是NIST后量子数字签名标准竞赛的三名决赛选手之一，尽管最近人们发现了一种针对 Rainbow 的新型MinRank攻击，会降低拟议的 Rainbow 实例的安全性，使其低于NIST规定的要求。  Beullens在2022年发现了一种新的攻击，该攻击可以在一个周末内恢复Rainbow L1参数集的私钥。  UOV本身并未受到此次攻击的影响。